# Jennifer Padilla
Jennifer Padilla González (* 1. Januar 1990 in Quibdó) ist eine kolumbianische Leichtathletin, die sich auf den Sprint spezialisiert hat. 2011 siegte sie bei den Panamerikanischen Spielen über 400 Meter und gewann je drei Goldmedaillen bei Südamerikaspielen und Südamerikameisterschaften. Zudem gewann sie zahlreiche weitere Medaillen auf kontinentaler Ebene und zählt damit zu den erfolgreichsten Sprinterinnen Kolumbiens.

## Sportliche Laufbahn
Erste internationale Erfahrungen sammelte Jennifer Padilla im Jahr 2006, als sie bei den Jugendsüdamerikameisterschaften in Caracas im 200-Meter-Lauf in 25,89 s den sechsten Platz belegte. 2009 gewann sie bei den Südamerikameisterschaften in Lima in 24,23 s die Bronzemedaille über 200 Meter hinter ihrer Landsfrau Norma González und Thaíssa Presti aus Brasilien und gewann in 3:35,83 min gemeinsam mit Kelly López, María Alejandra Idrobo und Norma González die Silbermedaille mit kolumbianischen 4-mal-400-Meter-Staffel hinter dem Team aus Brasilien. Anschließend gewann sie bei den Juniorensüdamerikameisterschaften in São Paulo in 24,28 s die Bronzemedaille über 200 Meter gewann in 54,17 s die Silbermedaille im 400-Meter-Lauf und auch in der 4-mal-100-Meter-Staffel gewann sie in 46,48 s die Silbermedaille. Bei den Panamerikanischen Juniorenmeisterschaften in Port of Spain gewann sie in 53,60 s Gold über 400 Meter und belegte über 200 Meter in 24,43 s den sechsten Platz. Daraufhin gewann sie bei den Juegos Bolivarianos in Sucre in 53,9 s die Silbermedaille hinter der Ecuadorianerin Lucy Jaramillo und siegte mit 3:39,06 min in der 4-mal-400-Meter-Staffel. 2010 belegte sie dann bei den U23-Südamerikameisterschaften, die im Zuge der Südamerikaspiele im heimischen Medellín ausgetragen wurden, in 24,11 s den vierten Platz über 200 Meter und gewann im 400-Meter-Lauf in 54,09 s die Silbermedaille hinter der Brasilianerin Bárbara de Oliveira. Zudem gewann sie in 44,94 s die Silbermedaille in der 4-mal-100-Meter-Staffel hinter Brasilien und in der 4-mal-400-Meter-Staffel sicherte sie sich in 3:40,09 min die Goldmedaille. Anschließend gewann sie bei den Ibero-Amerikanischen Meisterschaften in San Fernando in 52,68 s die Silbermedaille über 400 Meter hinter der Kubanerin Daisurami Bonne und in der 4-mal-400-Meter-Staffel belegte sie in 3:38,94 min den fünften Platz. Daraufhin scheiterte sie bei den Zentralamerika- und Karibikspielen in Mayagüez mit 54,44 s im Vorlauf über 400 Meter, gewann aber in 3:33,03 min die Silbermedaille in der 4-mal-400-Meter-Staffel hinter den Jamaikanerinnen.
2011 gewann sie bei den Südamerikameisterschaften in Buenos Aires in 52,55 s die Silbermedaille über 400 Meter hinter Landsfrau Norma González und auch im Staffelbewerb gewann sie in 3:37,66 min gemeinsam mit María Alejandra Idrobo, Evelis Aguilar und Princesa Oliveros die Silbermedaille hinter Brasilien. Anschließend belegte sie bei den Zentralamerika- und Karibikmeisterschaften (CAC) in Mayagüez in 52,97 s den fünften Platz über 400 Meter. Daraufhin nahm sie an den Panamerikanischen Spielen im mexikanischen Guadalajara teil und siegte dort in 51,53 s über 400 Meter und gewann in 43,44 s gemeinsam mit Lina Flórez, Yomara Hinestroza und Norma González die Bronzemedaille in der 4-mal-100-Meter-Staffel hinter Brasilien und den Vereinigten Staaten und auch in der 4-mal-400-Meter-Staffel gewann sie in 3:29,94 min gemeinsam mit Princesa Oliveros, Norma González und Evelis Aguilar Bronze hinter den Teams aus Kuba und Brasilien. Im Jahr darauf qualifizierte sie sich über 400 Meter für die Olympischen Sommerspiele in London, bei denen sie aber in der ersten Runde wegen eines Bahnübertritts disqualifiziert wurde. Anschließend siegte sie in 53,12 s bei den U23-Südamerikameisterschaften in São Paulo über 400 Meter und klassierte sich im 200-Meter-Lauf mit 23,80 s auf dem vierten Platz. Zudem gewann sie in 45,66 s die Silbermedaille in der 4-mal-100-Meter-Staffel.
2013 gewann sie bei den Südamerikameisterschaften in Cartagena in 54,28 s die Bronzemedaille im Einzelbewerb über 400 Meter hinter der Brasilianerin Joelma Sousa und Nercely Soto aus Venezuela. Zudem gewann sie in 3:36,29 min gemeinsam mit Lina Flórez, Rosibel García und Yaneth Largacha die Silbermedaille hinter Brasilien. Anschließend siegte sie in 3:34,35 min bei den Juegos Bolivarianos in Trujillo mit der Staffel und stellte damit einen neuen Spielerekord auf und gewann über 400 Meter in 52,43 s die Silbermedaille hinter der Venezolanerin Nercely Soto. Im Jahr darauf belegte sie bei den Südamerikaspielen in Santiago de Chile in 24,49 s den siebten Platz über 200 Meter und erreichte im 400-Meter-Lauf nach 54,52 s Rang fünf. Zudem gewann sie in 45,13 s gemeinsam mit Lina Flórez, María Alejandra Idrobo und Eliecith Palacios die Bronzemedaille in der 4-mal-100-Meter-Staffel hinter Venezuela und Chile und in der 4-mal-400-Meter-Staffel sicherte sie sich gemeinsam mit María Alejandra Idrobo, Deiscy Moreno und Evelis Aguilar in 3:35,96 min die Silbermedaille hinter Brasilien. Anschließend gewann sie bei den Ibero-Amerikanischen Meisterschaften in São Paulo in 52,72 s die Silbermedaille über 400 Meter hinter der Brasilianerin Geisa Coutinho und wurde beim Panamerikanischen Sportfestival in Mexiko-Stadt in 55,91 s Siebte. Ende November gewann sie dann bei den Zentralamerika- und Karibikspielen in Xalapa in 52,95 s die Bronzemedaille über 400 Meter hinter den Kubanerinnen Lisneidy Veitía und Daisurami Bonne und gewann auch mit der 4-mal-400-Meter-Staffel in 3:34,14 min Bronze hinter Kuba und Mexiko.
2015 schied sie bei den Südamerikameisterschaften in Lima mit 25,27 s im Vorlauf über 200 Meter aus und belegte im 400-Meter-Lauf in 55,56 s den achten Platz. Im Jahr darauf wurde sie dann bei den Ibero-Amerikanischen Meisterschaften in Rio de Janeiro in 52,79 s Vierte über 400 Meter. Bei den IAAF World Relays 2017 auf den Bahamas wurde sie in 3:38,02 min Dritte im B-Finale der 4-mal-400-Meter-Staffel. Anschließend gewann sie bei den Südamerikameisterschaften in Luque in 52,68 s die Bronzemedaille hinter der Brasilianerin Geisa Coutinho und in der 4-mal-100-Meter-Staffel gewann sie in 44,50 s gemeinsam mit Maderleis Alcazar, Darlenys Obregón und Eliecith Palacios hinter dem brasilianischen Team und auch in der 4-mal-400-Meter-Staffel musste sie sich in 3:33,92 min gemeinsam mit Eliana Chávez, Rosangélica Escobar und Astrid Balanta den Brasilianerinnen geschlagen geben. Zum Saisonabschluss gewann sie bei den Juegos Bolivarianos in Santa Marta in 53,43 s die Silbermedaille über 400 Meter hinter Nercely Soto aus Venezuela. Im Jahr darauf siegte sie in 52,14 s bei den Südamerikaspielen in Cochabamba über 400 Meter sowie in 3:31,87 min auch in der 4-mal-400-Meter-Staffel und stellte damit einen neuen Spielerekord auf. Anschließend schied sie bei den Zentralamerika- und Karibikspielen in Barranquilla mit 54,51 s in der ersten Runde über 400 Meter aus und gewann mit der Staffel in 3:32,61 min die Bronzemedaille hinter den Teams aus Kuba und Jamaika.
2019 belegte sie bei den Südamerikameisterschaften in Lima in 23,67 s den vierten Platz über 200 Meter und gewann mit der 4-mal-100-Meter-Staffel in 44,97 s gemeinsam mit Melissa González, Eliana Chávez und Eliecith Palacios die Silbermedaille hinter Brasilien und siegte in 3:32,81 min gemeinsam mit Lina Licona, Melissa González und Eliana Chávez erstmals in der 4-mal-400-Meter-Staffel. Anschließend startete sie erneut bei den Panamerikanischen Spielen ebendort und kam dort mit 53,20 s nicht über den Vorlauf über 400 Meter hinaus und klassierte sich in der 4-mal-400-Meter-Staffel mit 3:33,02 min auf dem sechsten Platz. Bei den World Athletics Relays 2021 im polnischen Chorzów verpasste sie mit der kolumbianischen Mixed-Staffel mit 3:17,61 min den Finaleinzug, stellte damit aber einen neuen Landesrekord auf. Anschließend gewann sie bei den Südamerikameisterschaften in Guayaquil in 53,03 s die Bronzemedaille über 400 Meter hinter der Brasilianerin Tiffani Marinho und ihrer Landsfrau Angie Palacios. Zudem siegte sie in 3:21,38 min gemeinsam mit Raúl Mena, Nicolás Salinas und Angie Palacios in der erstmals ausgetragenen Mixed-Staffel über 4-mal 400 Meter. 2023 belegte sie bei den Südamerikameisterschaften in São Paulo in 54,29 s den sechsten Platz über 400 Meter und siegte mit der Staffel in 3:31,39 min gemeinsam mit Lina Licona, Valeria Cabezas und Evelis Aguilar. Bei den IAAF World Relays 2024 in Nassau wurde sie in 3:21,29 min Siebte im C-Lauf in der 2. Qualifikationsrunde der Mixed-Staffel für die Olympischen Spiele. Kurz darauf gewann sie mit der Frauenstaffel in 3:33,20 min die Silbermedaille bei den Ibero-Amerikanischen Meisterschaften in Cuiabá hinter Brasilien.
In den Jahren 2013 und von 2016 bis 2018 wurde Padilla kolumbianische Meisterin im 400-Meter-Lauf sowie 2016 auch über 200 Meter. Zudem siegte sie von 2016 bis 2018 auch jeweils in der 4-mal-100- und 4-mal-400-Meter-Staffel.

## Persönliche Bestzeiten
- 200 Meter: 23,32 s, 21. November 2015 in Cali
- 400 Meter: 51,53 s, 26. Oktober 2011 in Guadalajara